# Вибори голови Консервативної партії Великої Британії (липень, 2022)
У липні 2022 року Консервативна партія Великої Британії визначає наступного голову партії, а, отже, і наступного прем'єр-міністра Сполученого Королівства. Вибори спричинило оголошення Борисом Джонсоном відставки з посади лідера партії внаслідок урядової кризи. Вибори розпочалися 12 липня 2022 р. Ліз Трасс була оголошена переможцем 5 вересня 2022 року, отримавши 57,4% голосів.
Бориса Джонсона було обрано наступником Терези Мей на посаді лідера Консервативної партії Великої Британії 2019 року, після того, як Мей не змогла отримати більшість у своїй угоді про вихід Британії з Європейського Союзу. Джонсон переміг Джеремі Ганта у фінальному турі виборів керівництва консерваторів у 2019 році, а пізніше скликав дострокові парламентські вибори 2019 року, на яких торі отримали найбільшу більшість кількість депутатів з 1987 року.
Пандемія COVID-19 поширилася у Сполученому Королівстві на початку 2020 року. Уряд увів обмеження, у тому числі обмеження на соціальну взаємодію, які, як пізніше з'ясувалося, Джонсон і деякі з його співробітників порушили. Прем'єрство Джонсона характеризувалося низкою політичних скандалів відтоді, як він став прем'єр-міністром. Через низку скандалів, зокрема «ковідні» вечірки, скандал з Оуеном Патерсоном, поразки Консервативної партії на місцевих виборах у 2021—2022 роках тощо, серед депутатів Консервативної партії було проведено вотум довіри прем'єр-міністру Борису Джонсону. Джонсон виграв голосування за підтримки 211 депутатів-консерваторів, що складає 59 % від загальної кількості депутатів торі. З 5 до 7 липня 2022 року, після скандалу довкола Кріса Пінчера понад 60 міністрів уряду подали у відставку. Це стало найбільшою серією таких відставок у британській історії, і багато депутатів, які раніше підтримували Джонсона, закликали Джонсона піти у відставку. Це призвело до урядової кризи.
Унаслідок цих подій 7 липня 2022 року Джонсон оголосив, що піде у відставку з посади голови партії, але залишиться прем'єр-міністром до обрання наступника. Наступного голову консерваторів, який стане новим прем'єр-міністром Великої Британії, буде оголошено 15 вересня 2022 року.

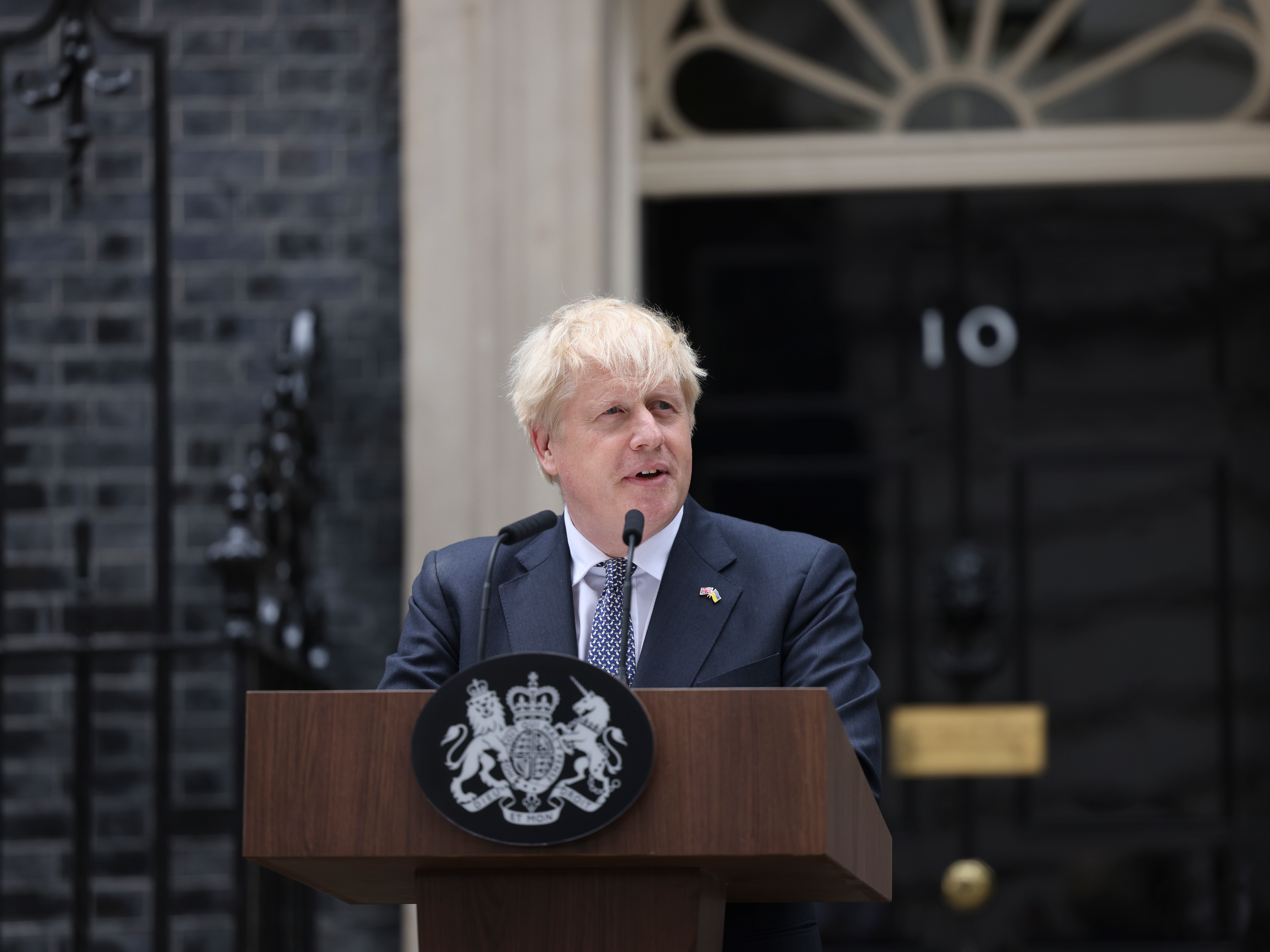
Джонсон оголошує про свою відставку біля Даунінг-стріт 10, 7 липня

.

## Передісторія

### Брекзит та вибори лідера консерваторів у 2019
Девід Кемерон пішов з посади прем'єр-міністра Великої Британії 2016 року внаслідок референдуму про членство Сполученого Королівства в Європейському союзі у 2016 році, на якому більшість виборців проголосували за вихід Британії з Європейського Союзу. Наступні вибори керівництва мали відбутися між Терезою Мей (яка була міністром внутрішніх справ з 2010 року) та Борисом Джонсоном (письменником, який обіймав посаду мера Лондона з 2008 до початку 2016 року). Майкл Гоув, який, як очікувалося, підтримає Джонсона, оголосив про свою власну кампанію за лідерство, пославшись на сумніви у Джонсоні. Джонсон відмовився від участі у виборах, які зрештою виграла Мей. Коли Мей не вдалося провести свою угоду про вихід Британії з Європейського Союзу через декілька парламентських голосувань, вона оголосила про свою відставку у травні 2019 року.
На виборах керівництва 2019 року висувалися десять депутатів-консерваторів: колишній міністр закордонних справ Джонсон, який обіймав посаду міністра в уряді Терези Мей, на той час міністр закордонних справ Джеремі Гант, міністр довкілля Майкл Гоув, міністр охорони здоров'я Метью Генкок, главний парламентський секретар Марк Гарпер, міністр внутрішніх справ Саджид Джавід, лідер Палати громад Андреа Ледсом, а також Естер Мак-Вей, Домінік Рааб і Рорі Стюарт, і вони послідовно голосували за депутатів-консерваторів, доки не залишилося двоє кандидатів: Гант та Джонсон, зрештою Джонсона було обрано з 66,4 % голосів проти 33,6 % Ганта, після оголошення результату головою комітету 1922 року Шеріл Гіллан у Центрі королеви Єлизавети II 23 липня 2019 р.

### Дострокові парламентські вибори
Як прем'єр-міністр Джонсон спочатку мав більшість в один голос. Він втратив це, коли 3 вересня 2019 року депутат від консерваторів Філіп Лі приєднався до ліберал-демократів, звинувативши уряд Джонсона в «агресивному проведенні руйнівного брекзиту безпринципними способами». Двадцять один депутат-консерватор проголосував за те, щоб дозволити Палаті громад розглянути законопроєкт, поданий депутатом від Лейбористської партії Гіларі Бенном, який вимагає від Джонсона перенесення дати виходу Британії з Європейського Союзу з 31 жовтня 2019 на 31 жовтня 2020 року. Після цього Джонсон виключив з Консервативної партії двадцять одного депутата, що пізніше Daily Telegraph назвав «однією з найбільших парламентських кривавих бань в історії». Незабаром після цього Ембер Радд подала у відставку з кабінету Джонсона і залишила Консервативну партію на знак протесту, а брат Джонсона Джо Джонсон подав у відставку з посади міністра і оголосив, що залишає мандат депутата.
Після проведення виборів Консервативна партія отримала більшість у парламенті з 365 місцями. Це була найбільша більшість з часів Маргарет Тетчер 1987 року. Партія торі отримала місця на півночі Англії, які протягом десятиліть належали Лейбористській партії. П'ятеро депутатів, виключених із партії Джонсоном, безуспішно балотувалися під час виборів як незалежні кандидати чи кандидати від ліберал-демократів.

### Скандал з «ковідними» вечірками
Звинувачення на адресу самого прем'єр-міністра закидають через вечірки у саду резиденції прем'єра на Даунінг-стріт,10 у центрі Лондона 20 травня 2020 року. Першим про неї написав у своєму блозі колишній головний радник Джонсона Домінік Каммінгс, який був змушений піти у відставку через порушення локдауну, і тому почав «воювати з прем'єром у віртуальному просторі». Очевидці тієї вечірки розповідали ВВС, що там було близько 30 людей, включно із прем'єром та його партнеркою Керрі. Того ж дня телекомпанія ITV News отримала та опублікувала електронний лист-запрошення на цю вечірку, з якого очевидно, що мова ніяк не могла йти про робочий захід. Це звинувачення на адресу прем'єра стало черговим у низці критики дій Джонсона. Усі вони стосуються різних періодів 2020 року, коли у Британії запроваджували та скасовували антиковідні локдауни різної суворості.
У грудні Джонсон, реагуючи під тиском опозиції та преси на ці звинувачення, доручив провести офіційне розслідування.
Британська преса цитує громадян, які обурені тим, що у дні, коли уряд наказував їм сидіти вдома, забороняв відвідувати родичів, ходити на похорони, урядовці влаштовували великі вечірки з алкоголем.

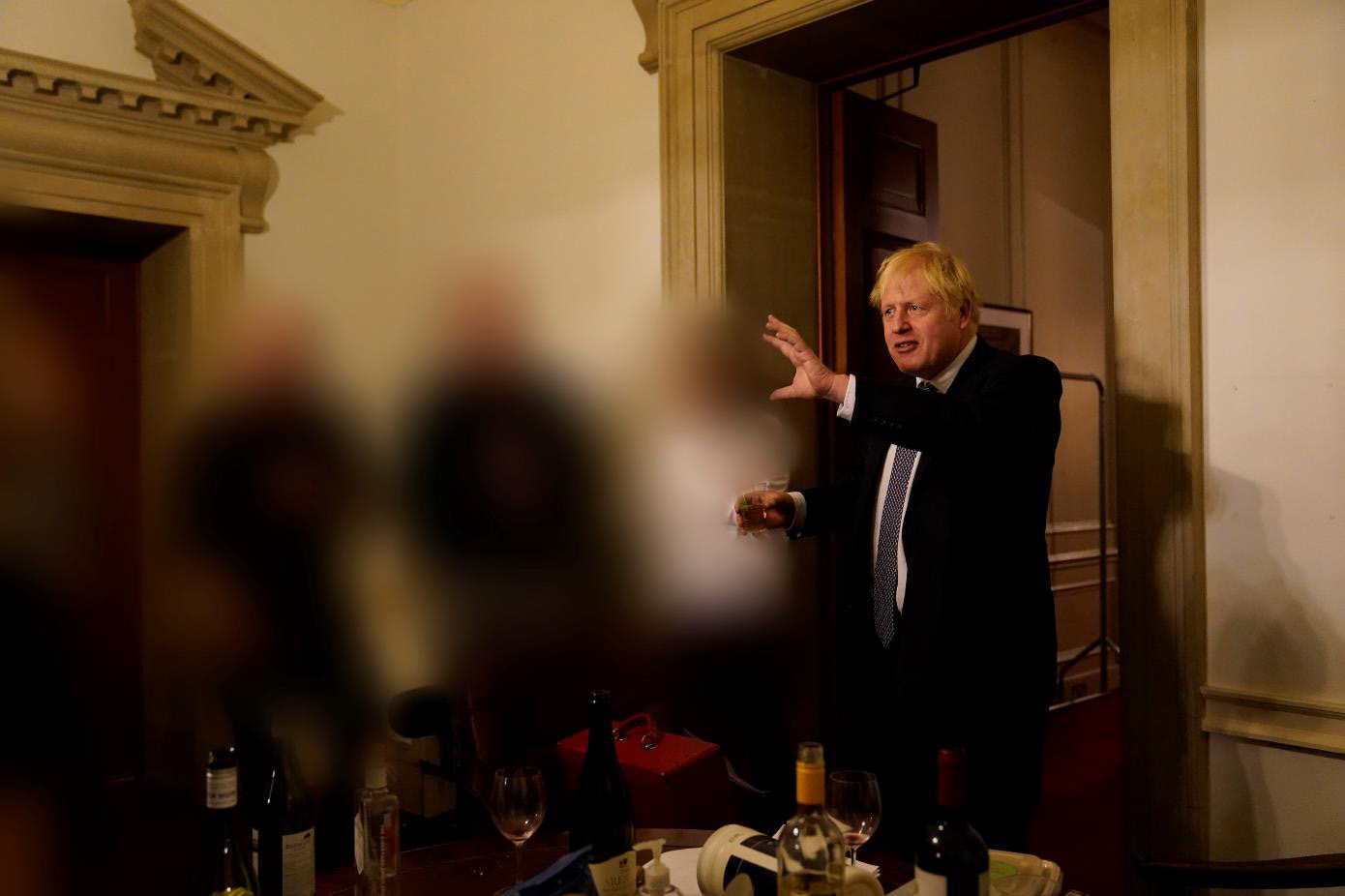
Джонсон на одному із зборів 2020 року, на якому деякі учасники порушили правила COVID-19.

### Вотум довіри прем'єр-міністру
Більшість депутатів-консерваторів проголосували за те, щоби Джонсон залишився лідером партії (211/359 (59 %)). Понад 40 % депутатів-консерваторів висловили недовіру, що The Guardian назвала «масштабнішим, ніж очікувалося, повстанням»

### Урядова криза

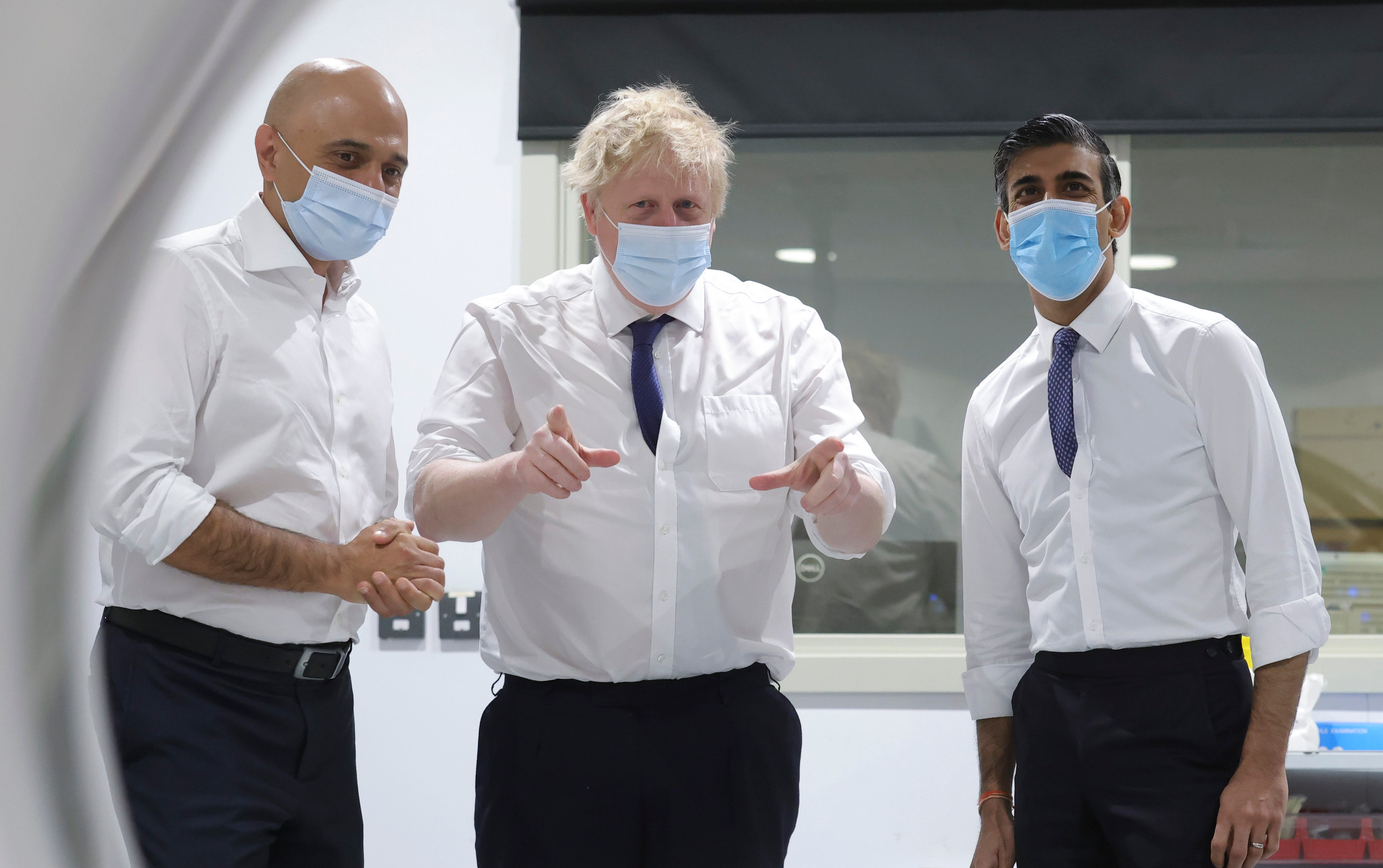
Саджид Джавід(ліворуч) і Ріші Сунак (перший, хто пішов у відставку з уряду) на фото з Борисом Джонсоном (у центрі).

5 липня 2022 року міністр охорони здоров'я Саджид Джавід і канцлер скарбниці Ріші Сунак подали у відставку після заяви прем'єр-міністра Бориса Джонсона про те, що було помилкою призначити Кріса Пінчера на посаду після звинувачень його у сексуальних домаганнях. Відставки Джавіда та Сунака призвели до того, що інші міністри та особисті секретарі парламенту також пішли у відставку. Більшість із них посилалися на відсутність чесності та порядності з боку Джонсона. У наступні 24 години 36 осіб подали у відставку зі своїх посад в уряді. За оцінками Інституту державного управління, ця серія відставок стала найбільшою щонайменше з 1900 року.
6 липня Джонсон, незважаючи на тиск як з боку опозиції, так і з боку уряду, заперечував можливу відставку. Призначений замість Сунака канцлер скарбниці Надхім Захаві та міністр внутрішніх справ Пріті Пател зібралися на Даунінґ-стріт, 10, щоб закликати Джонсона піти у відставку. Після цього деякі інші члени кабінету Джонсона, як-от Надін Дорріс, також зібралися в урядовій будівлі, щоб підтримати Джонсона.
Увечері 6 липня, попри те, що інші високопосадовці, у тому числі міністр внутрішніх справ Пріті Пател, міністр житлово-комунального господарства, громад та місцевого самоврядування Майкл Гоув та міністр транспорту Грант Шеппс закликали прем'єр-міністра піти у відставку, Даунінґ-стріт, 10 опублікував заяву, у якій підтверджувалося, що Джонсон не піде у відставку добровільно. Того ж дня Джонсон звільнив Майкла Гоува. Пізніше того ж вечора Саймон Гарт, міністр у справах Уельсу, подав у відставку з кабінету міністрів, заявивши, що у нього «не залишилося іншого вибору».
Понад 60 депутатів пішли у відставку. Відставки призвели до того, що багато урядових відомств втратили майже всіх своїх відповідальних міністрів. Наприклад, у Міністерстві освіти залишився лише один заступник парламентського секретаря, а всі міністри пішли у відставку.
Серед депутатів-консерваторів, які публічно висловили підтримку Джонсону, міністр культури Надін Доріс, молодший міністр можливостей Brexit Джейкоб Ріс-Могг, міністр у справах Шотландії Алістер Джек, державний міністр у справах Північної Ірландії Конор Бернс, Особистий секретар Джонсона Лія Нікі, і член парламенту від Веллінгборо Пітер Боун.
Міністр юстиції та віцепрем'єр Домінік Рааб, а також міністр закордонних справ Елізабет Трасс ані підтримали, ані засудили прем'єр-міністра.
Лідер опозиції Кір Стармер розкритикував Джонсона і консерваторів, що залишилися в кабінеті, заявивши, що збереження лояльності прем'єр-міністру означає, що вони не мають «ні краплі чесності».

## Процедура виборів
Процес виборів був схвалений Комітетом 1922 11 липня. Висунення кандидатів розпочалось та закінчилось 12 липня, при цьому кожен кандидат був повинен мати підтримку щонайменше від 20 депутатів-консерваторів, щоб потрапити до першого туру. Джонсон, як голова, що йде, не мав права балотуватися.
Згідно з новими правилами виборів, у першому турі 13 липня кандидатам було потрібно 30 голосів підтримки від депутатів, щоб не вибути. У кожному наступному турі, починаючи з 14 липня, вибуває кандидат, який набрав найменшу кількість голосів. Нарешті, коли залишаться лише двоє кандидатів, усі члени Консервативної партії голосуватимуть, щоб обрати між ними за принципом «один член — один голос». Кандидат, який набрав найбільшу кількість голосів, перемагає у виборах. 13 липня Джонсон заявив, що планує вирушити до Букінгемського палацу і піти у відставку, щойно буде відоме ім'я нового голови партії, а нового прем'єр-міністра буде призначено королевою пізніше того ж дня.

## Кандидати
На посаду голови політсили претендували колишня міністр з питань місцевого самоврядування та громад Кемі Баденок, генпрокурор Англії та Уельсу Суелла Браверман, ексміністр охорони здоров'я Джеремі Гант, ексміністр оборони Пенні Мордонт, ексканцлер скарбниці Ріші Сунак, очільниця МЗС Ліз Трасс, депутат Том Тугендхат та новий канцлер скарбниці Надхім Захаві.
На першому етапі вибори на посаду голови Консервативної партії Великої Британії відбуваються у кілька турів, участь у голосування беруть члени парламенту від Консервативної партії. У кожному турі відсіюються кандидати, які не зуміли заручитися підтримкою 30, а у випадку, якщо усі кандидати отримують 30 і більше голосів, з перегонів вибуває кандидат з найменшою кількістю голосів. Так продовжується, допоки не залишиться два кандидати.
| Кандидати         | Перше голосування: 13 липня 2022 | Перше голосування: 13 липня 2022 | Друге голосування: 14 липня 2022 | Друге голосування: 14 липня 2022 | Друге голосування: 14 липня 2022 | Третє голосування: 18 липня 2022 | Третє голосування: 18 липня 2022 | Третє голосування: 18 липня 2022 | Четверте голосування: 19 липня 2022 | Четверте голосування: 19 липня 2022 | Четверте голосування: 19 липня 2022 | П'яте голосування: 20 липня 2022 | П'яте голосування: 20 липня 2022 | П'яте голосування: 20 липня 2022 |        |
| Кандидати         | Голосування                      | %                                | Голосування                      | +/-                              | %                                | Голосування                      | +/-                              | %                                | Голосування                         | +/-                                 | %                                   | Голосування                      | +/-                              | %                                |        |
| ----------------- | -------------------------------- | -------------------------------- | -------------------------------- | -------------------------------- | -------------------------------- | -------------------------------- | -------------------------------- | -------------------------------- | ----------------------------------- | ----------------------------------- | ----------------------------------- | -------------------------------- | -------------------------------- | -------------------------------- | ------ |
| Ріші Сунак        | 88                               | 24,6                             | 101                              | +13                              | 28,4                             | 115                              | +14                              | 32,2                             | 118                                 | +3                                  | 33,1                                | 137                              | +19                              | 38,6                             |        |
| Елізабет Трасс    | 50                               | 14,0                             | 64                               | +14                              | 18,0                             | 71                               | +7                               | 19,9                             | 86                                  | +15                                 | 24,2                                | 113                              | +27                              | 31,8                             |        |
| Пенні Мордонт     | 67                               | 18,8                             | 83                               | +16                              | 23,3                             | 82                               | -1                               | 23,0                             | 92                                  | +10                                 | 25,8                                | 105                              | +13                              | 29,6                             |        |
| Кемі Баденох      | 40                               | 11,2                             | 49                               | +9                               | 13,8                             | 58                               | +9                               | 16,2                             | 59                                  | +1                                  | 16,6                                | Вибула                           | Вибула                           | Вибула                           | Вибула |
| Том Тугендхат     | 37                               | 10,4                             | 32                               | -5                               | 9,0                              | 31                               | -1                               | 8,7                              | Вибув                               | Вибув                               | Вибув                               | Вибув                            | Вибув                            | Вибув                            |        |
| Суелла Браверман  | 32                               | 9,0                              | 27                               | -5                               | 7,6                              | Вибула                           | Вибула                           | Вибула                           | Вибула                              | Вибула                              | Вибула                              | Вибула                           | Вибула                           | Вибула                           |        |
| Надхім Захаві     | 25                               | 7,0                              | Вибув                            | Вибув                            | Вибув                            | Вибув                            | Вибув                            | Вибув                            | Вибув                               | Вибув                               | Вибув                               | Вибув                            | Вибув                            | Вибув                            |        |
| Джеремі Гант      | 18                               | 5,0                              | Вибув                            | Вибув                            | Вибув                            | Вибув                            | Вибув                            | Вибув                            | Вибув                               | Вибув                               | Вибув                               | Вибув                            | Вибув                            | Вибув                            |        |
| Зіпсовані бюлетні | 0                                | 0,0                              | 0                                | 0                                | 0,0                              | 0                                | 0                                | 0,0                              | 1                                   | +1                                  | 0,3                                 | 2                                | +1                               | 0,5                              |        |
| Явка              | 357                              | 99,7                             | 356                              | -1                               | 99,4                             | 357                              | +1                               | 99,7                             | 356                                 | -1                                  | 99,4                                | 357                              | +1                               | 99,7                             |        |

Джерело: The Guardian; Оновлено 20 липня 2022

### Голосування членів партії
У другому етапі виборів беруть участь всі члени консервативної партії Британії (а не тільки члени парламенту), які обиратимуть прем'єра серед двох кандидатів. Члени консервативної партії отримають бюлетені з 1 по 5 серпня. З моменту отримання бюлетеня матимуть змогу проголосувати до 19:00 (17:00 UTC+1) 2 вересня, а переможця було оголошено 5 вересня 2022 о 14:00 (12:00 UTC+1).
| Кандидати           | Голосування членів партії | Голосування членів партії |
| Кандидати           | Голосування               | %                         |
| ------------------- | ------------------------- | ------------------------- |
| Елізабет Трасс      | 81 326                    | 57.4                      |
| Ріші Сунак          | 60 399                    | 42.6                      |
| Забраковані бюлетні | 654                       | 0.38                      |
| Явка                | 141 725 (з 172 437)       | 82.6                      |

Джерело: The Guardian; 5 вересня 2022